# Irena Kuśnierzewska-Kabatowa
Irena Kuśnierzewska-Kabatowa (ur. 1 lipca 1911 w Oświęcimiu, zm. 27 sierpnia 1967 w Gdyni) – pedagog, harcmistrzyni, komendantka Śląskiej Chorągwi Harcerek 1939–1945, porucznik Armii Krajowej.

## Życiorys
Irena Kuśnierzewska urodziła się w Oświęcimiu, w rodzinie Bronisława, inspektora skarbowego i Urszuli z d. Puchalskiej 1 lipca 1911 roku. Szkołę powszechną ukończyła w 1925 roku, następnie uczyła się w Seminarium Nauczycielskim w Białej. W seminarium wstąpiła do Związku Harcerstwa Polskiego. W 1928 roku złożyła przyrzeczenie harcerskie. Pracę nauczycielki podjęła w szkole powszechnej w Łaziskach Dolnych w 1930 roku. W 1933 przeniosła się do Mikołowa. Mianowana hufcową, organizowała w latach 1933–1935 zastęp drużynowych hufca i wyjazdy na obozy (Pieczarna, Niedzica, Ignalin). Katowicki Wydział Oświaty zlecił jej obowiązki instruktorki do spraw harcerstwa, w komendzie Chorągwi Śląskiej pełniła funkcję referentki działu wędrowniczek. W obliczu wzrastającego napięcia przed wybuchem II wojny światowej, w styczniu 1938 roku została komendantką Pogotowia Harcerek Chorągwi Śląskiej. We wrześniu 1939 roku stanęła na czele konspiracyjnej komendy Śląskiej Chorągwi Harcerek.
Wraz z innymi harcerkami opuściła Górny Śląsk i udała się do prewentorium dziecięcego w Rabsztynie. W różnych miejscach służyła jako sanitariuszka. Przez Wolbrom, Kazimierzę Wielką, Mielec, Kolbuszową i Rzeszów udało jej się dostać do Krakowa. Od listopada 1939 roku została zatrudniona w Polskim Komitecie Pomocy Wysiedlonym i w Polskim Czerwonym Krzyżu. W styczniu 1941 roku powierzono jej obowiązki kierowniczki administracyjno-gospodarczej w Radzie Głównej Opiekuńczej. Nawiązując kontakt z harcerkami w rozproszeniu i na Górnym Śląsku, organizowała w miarę możliwości konspiracyjną Komendę Chorągwi Śląskiej z siedzibą w Krakowie. Powstawały tzw. „Ogniwa”, liczące po 45 osób. Chorągiew liczyła ich 19. Kuśnierzewska złożyła przysięgę wojskową na wiosnę 1941 roku (ZWZ, AK). W randze porucznika współpracowała z Komendą Pogotowia Harcerek w Warszawie oraz Delegaturą Rządu na Śląsk. W ramach Towarzystwa Opieki nad Więźniami „Patronat” wraz z innymi harcerkami organizowała pomoc dla więźniów i byłych więźniów. Od maja 1941 we współpracy z Wincentym Heinem tworzyła kartotekę osadzonych w więzieniu na Montelupich – 9000 kart formatu pudełka od zapałek.
Po wojnie wróciła na Śląsk. Pracowała w Kuratorium Okręgu Śląskiego w Katowicach, była wizytatorką. W 1949 przeniosła się do Gdańska. Pracowała jako pedagog. Została kierowniczką Poradni Społeczno-Wychowawczej Towarzystwa Przyjaciół Dzieci. Zmarła po ciężkiej chorobie w Gdyni 27 sierpnia 1967 roku. Została pochowana na Cmentarzu Witomińskim.

## Życie prywatne
Irena Kuśnierzewska-Kabatowa była zamężna od 1949 roku z Henrykiem Kabatem. Małżeństwo miało trójkę dzieci: Maję, Iwonę i Krzysztofa.

## Ordery i odznaczenia
- Srebrny Krzyż Zasługi z Mieczami[1]
- Krzyż Kawalerski Orderu Odrodzenia Polski (23 stycznia 1960)[1]